# Žarko Šešum
Žarko Šešum (Bačka Palanka, 16 de junio de 1986) es un exjugador de balonmano serbio que jugaba de lateral izquierdo. Su último equipo fue el Kadetten Schaffhausen. Fue un componente de la selección de balonmano de Serbia.
Con la selección ganó la medalla de plata en el Campeonato Europeo de Balonmano Masculino de 2012 y la medalla de oro en los Juegos Mediterráneos de 2009.
Šešum fue testigo del trágico suceso del asesinato de su compañero de equipo Marian Cozma, en 2009, estando con él y con Ivan Pešić en el momento de la agresión. El jugador serbio resultó también herido, ya que fue golpeado y pateado en la cabeza por el mismo grupo de individuos que asesinó al pívot rumano provocándole una rotura del cráneo.

## Palmarés

### Veszprém
- Liga húngara de balonmano (3): 2008, 2009, 2010
- Copa de Hungría de balonmano (2): 2009, 2010

### Rhein-Neckar Löwen
- Copa EHF (1): 2013

### Frisch Auf Göppingen
- Copa EHF (2): 2016, 2017

### Kadetten Schaffhausen
- Liga de Suiza de balonmano (1): 2019
- Copa de Suiza de balonmano (1): 2021

## Clubes
- RK Sintelon (2003-2007)
- MKB Veszprém (2007-2010)
- Rhein-Neckar Löwen (2010-2014)
- Frisch Auf Göppingen (2014-2018)
- Kadetten Schaffhausen (2018-2021)